# (1201) Strenua
(1201) Strenua – planetoida z pasa głównego asteroid okrążająca Słońce w ciągu 4 lat i 159 dni w średniej odległości 2,7 au. Została odkryta 14 września 1931 roku w Landessternwarte Heidelberg-Königstuhl w Heidelbergu przez Karla Reinmutha. Nazwa planetoidy po łacinie (strenuus) oznacza "sumienny", "staranny", cech Gustawa Stracke, niemieckiego astronoma, który obliczył jej orbitę oraz poprosił, by żadna planetoida nie była nazwana jego nazwiskiem. Przed nadaniem nazwy planetoida nosiła oznaczenie tymczasowe (1201) 1931 RK.